# Чонталес (департамент)
Чонталес (ісп. Chontales) — один з департаментів Нікарагуа.

## Географія
Департамент знаходиться в центральній частині країни, біля східного узбережжя озера Нікарагуа. Площа департаменту становить 6481,27 км². Чисельність населення 182 838 осіб (перепис 2012 року). Щільність жителів департаменту - 28,21 чол./км². Адміністративний центр - місто Хуігальпа.
Межує на півночі з департаментом Боако, на півдні з департаментом Ріо-Сан-Хуан, на сході з південним Атлантичним регіоном.

## Економіка
Основою економіки департаменту Чонталес є сільське господарство. Тут вирощуються в першу чергу каучук, рис, цитрусові; проводиться вирубка цінних сортів деревини.

## Адміністративний поділ
В адміністративному відношенні чонталь підрозділяється на 10 муніциппалітетів:
1. Акойяпа
2. Вілья-Сандіно
3. Комалапа
4. Ла-Лібертад
5. Сан-Педро-де-Ловагі
6. Сан-Франсиско-де-Куапа
7. Санто-Домінго
8. Санто-Томас
9. Хуігальпа
10. Ель-Корал